# Amador Arrais
D. Frei Amador Arrais (1530, Beja - 1 de Agosto de 1600, Coimbra), frade carmelita, esmoler-mor, bispo de Portalegre, foi um religioso e escritor português do século XVI.
Era benigno, afável e compassivo. Não houve pobre, que lhe pedisse esmola, que fosse sem ela; e dizia que ninguém pedia sem alguma necessidade. As pessoas nobres, recolhidas e necessitadas, não era necessário que lha pedissem, porque ele tinha cuidado de procurar saber o de que necessitavam, e de noite lho mandava a suas casas.

## Biografia
Tirou o doutor na Universidade de Coimbra e e foi Lente de Teologia no Real Mosteiro de Santa Cruz da mesma Cidade.
El-Rei Dom Sebastião o nomeou Pregador da sua Capela Real, e o Cardeal Infante Dom Henrique o elegeu seu Bispo Coadjutor do Arcebispado de Évora, e o foi com o título de Adrumetino e depois com o de Trípoli.
Eleito bispo de Portalegre em 1581, teve papel de relevo na construção da Sé Catedral e contribuiu para o resgate dos prisioneiros de Alcácer Quibir. Devido a um litígio que manteve com o cabido da Diocese, resignou ao bispado de Portalegre e retirou-se, em 1596, para o Colégio do Carmo de Coimbra.
Sendo considerado um dos prosadores clássicos portugueses mais significativos, escreveu uma vasta obra, de onde se destacam os Diálogos de 1589, começados pelo seu irmão, o doutor Jerónimo Arrais, que morreu sem os concluir. Aqueles consistem em simples conversas ao pé de um doente, que é sucessivamente visitado por dez amigos (um médico, um pregador, um fidalgo, legistas, etc.). As personagens discursam sobre assuntos históricos e preocupações políticas, ao longo dos quais, por vezes, os interlocutores se limitam a reforçar entre si as opiniões comuns.
Frei Amador Arrais optou por escrever estes Diálogos em português para que pudessem ser bem divulgados entre os naturais. No diálogo «Da Gente Judaica» refere: "E tenho por melhor linguagem a nossa portuguesa que a de Itália, porque em menos palavras contém mais conceitos e com menos rodeios e mais graves termos descobre o que se pretende, além de conservar manifestos vestígios da antiga língua latina, que foi uma das três do mundo mais esclarecidas".
Recorrendo a um estilo equilibrado e sóbrio, encontramos, no entanto, na obra de Frei Amador Arrais as comparações, as citações, as imagens e as referências a personagens bíblicas que revelam uma vasta erudição. Manifesta uma grande preocupação na construção do período, na arrumação das ideias e das palavras, tendo um grande domínio da linguagem. 